# Новосёлки (Лукояновский район)
Новосёлки — село в Лукояновском районе Нижегородской области России. Входит в состав Большеарского сельсовета.

## География
Село находится в юго-восточной части Нижегородской области, в зоне хвойно-широколиственных лесов, на левом берегу реки Ежати, вблизи места впадения в неё реки Арьки, на расстоянии приблизительно 17 километров (по прямой) к востоку-северо-востоку (ENE) от города Лукоянова, административного центра района. Абсолютная высота — 145 метров над уровнем моря.
Климат
Климат характеризуется как умеренно континентальный, с тёплым летом и холодной многоснежной зимой. Среднегодовая температура — 3,6 °C. Средняя температура воздуха самого тёплого месяца (июля) — 19,2 °C (абсолютный максимум — 39 °C); самого холодного (января) — −12,1 °C (абсолютный минимум — −44 °C). Безморозный период длится в среднем 210 дней. Среднегодовое количество атмосферных осадков составляет около 544 мм, из которых 372 мм выпадает в период с апреля по октябрь.
Часовой пояс
Село Новосёлки, как и вся Нижегородская область, находится в часовой зоне МСК (московское время). Смещение применяемого времени относительно UTC составляет +3:00.

## Население
| 2002 | 2010 |
| ---- | ---- |
| 242  | ↘154 |

Национальный состав
Согласно результатам переписи 2002 года, в национальной структуре населения мордва составляла 54 % из 242 чел., русские — 34 %.